# Kościół Przemienienia Pańskiego w Łodzi

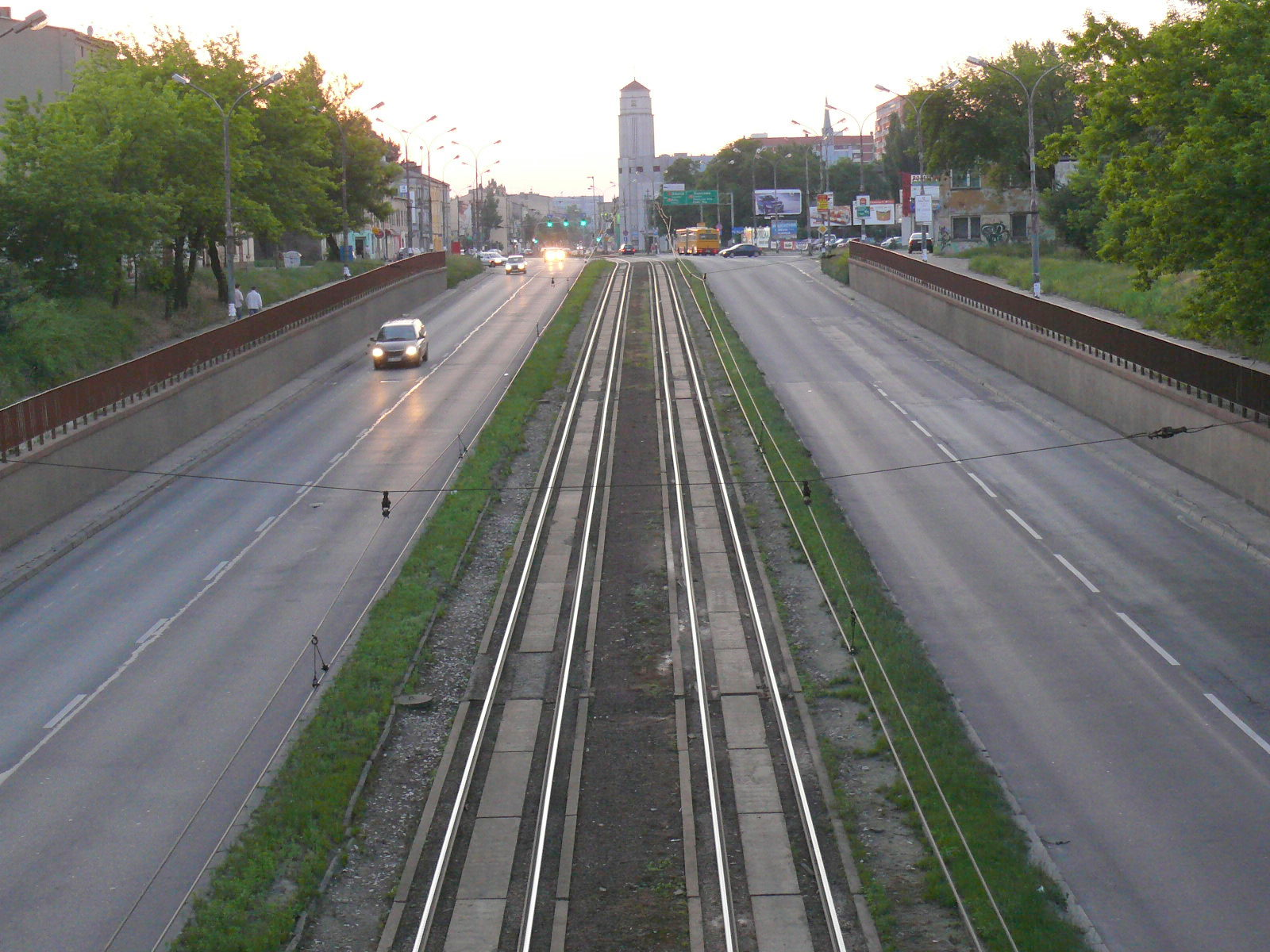
Wieża kościoła widoczna z południowego wschodu w perspektywie ul. Rzgowskiej (czerwiec 2007)

Kościół Przemienienia Pańskiego w Łodzi (potocznie nazywany Białym kościołem) – kościół położony w dzielnicy Górna przy ul. Rzgowskiej 88 – u zbiegu z ulicą Władysława Broniewskiego. Jest miejscem spotkań i modlitw rzymskokatolickiej parafii pw. Przemienienia Pańskiego.

## Historia
Kościół powstawał w kilku etapach. W czerwcu 1905 roku wzniesiono niewielką kaplicę jako filię chojeńskiej parafii św. Wojciecha. W latach 1923–1925 dobudowano do niej korpus nawowy .
4 stycznia 1925 roku kościół poświęcił bp Wincenty Tymieniecki. W latach 1935–1940 dokonano gruntownej rozbudowy według projektu architekta Wiesława Lisowskiego, ukończono budowę wieży i otynkowano kościół . W latach niemieckiej okupacji świątynia była czynna jako jedna z nielicznych w Łodzi .
Po wojnie, w latach 50., przeprowadzono trzecią przebudowę kościoła, która objęła likwidację wąskich lizen poprzez połączenie ich w grubsze pilastry, budowę wysokiej wieży, powiększenie okien, montaż rozety nad głównym wejściem oraz wykonanie nad bocznymi portalami płaskorzeźb przedstawiających chrzest Polski w 966 roku i śluby lwowskie króla Jana Kazimierza w 1656 roku. Ponadto w 1953 roku namalowano wewnątrz na sklepieniu wzdłuż nawy głównej polichromie przedstawiające procesję polskich świętych i błogosławionych (m.in. św. Benedykta, św. Jana, św. Mateusza, św. Stanisława, Adama Chmielowskiego, Maksymiliana Marii Kolbego i Marii Teresy Ledóchowskiej). Autorem projektu polichromii był Chwalisław Zieliński .
W latach 1981–1984 wyremontowano wnętrze kościoła, przebudowano chór, dodano elementy stiukowe wokół okien, łuków a także w prezbiterium. Zmodernizowano prezbiterium – ołtarz posoborowy. Posadzka wykonana ze szlachetnego kamienia . W 1991 roku wzniesiona została nowa dzwonnica, na której zawieszono trzy dzwony .
Dom katechetyczny został wybudowany w 1960 roku, rozbudowany w 1979 oraz w 1993 .
Przed gmachem świątyni, na lewo od głównego wejścia, znajduje się posąg Matki Boskiej, kilkukrotnie dewastowany na przełomie pierwszej i drugiej dekady XXI w. 
Na początku 2017 roku kościół został wpisany do rejestru zabytków .

## Wyposażenie kościoła
- Ołtarz mszalny i Najświętszego Sakramentu ze szlachetnego kamienia (w prezbiterium);
- ołtarz Najświętszego Serca Jezusa Chrystusa w głównej nawie – drewniany[4]
- ołtarz św. Antoniego w głównej nawie – drewniany;
- ołtarz Matki Boskiej Częstochowskiej w bocznej nawie – drewniany[2] ;
- w bocznej kaplicy ołtarz Matki Boskiej Berdyczowskiej (Śnieżnej) z marmuru, ufundowany po II wojnie światowej przez pierwszego powojennego proboszcza parafii – ks. Jana Orłowskiego – jako wotum wdzięczności za ocalenie życia podczas wojny[7];
- organy ufundowane w 1960 roku, wykonane przez warszawską firmę Włodzimierza Truszczyńskiego, wyremontowane w 2005 roku;
- droga krzyżowa gipsowa[2] ;
- eklektyczne żyrandole[3] ;
- trzy dzwony na nowej dzwonnicy (1991)[4] .